# Coupe des confédérations 1995
Navigation
Arabie saoudite 1992 Arabie saoudite 1997
Le Championnat intercontinental 1995 est la seconde édition de la compétition qui sera renommée Coupe des confédérations lorsque la FIFA en assurera officiellement l'organisation (à partir de 1997). Il se tient en Arabie saoudite du 6 au 13 janvier 1995. Le tournoi est alors connu sous le nom de Coupe du roi Fahd. Tous les matches de cette compétition sont disputés à Riyad.

## Équipes participantes
- Arabie saoudite (nation hôte)
- Argentine (vainqueur de la Copa America 1993 et tenant du titre)
- Nigeria (vainqueur de la Coupe d'Afrique des nations 1994)
- Danemark (vainqueur de l'Euro 1992)
- Mexique (vainqueur de la Gold Cup 1993)
- Japon (vainqueur de la Coupe d'Asie 1992)

## La compétition

### Groupe A
|   | Équipe          | Pts | J | G | N | P | BP | BC | Diff |
| - | --------------- | --- | - | - | - | - | -- | -- | ---- |
| 1 | Danemark        | 4   | 2 | 1 | 1 | 0 | 3  | 1  | +2   |
| 2 | Mexique         | 4   | 2 | 1 | 1 | 0 | 3  | 1  | +2   |
| 3 | Arabie saoudite | 0   | 2 | 0 | 0 | 2 | 0  | 4  | -4   |

| 6 janvier 1995  | Mexique  | 2 | 0 | Arabie saoudite |
| 8 janvier 1995  | Danemark | 2 | 0 | Arabie saoudite |
| 10 janvier 1995 | Danemark | 1 | 1 | Mexique         |

| 6 janvier 1995                    | Mexique           | 2 - 0 | Arabie saoudite | Stade International Roi Fahd, Riyad         |                                             |
| 18:15 · Historique des rencontres | L.Garcia 65e, 82e |       |                 | Spectateurs : 25 000 Arbitrage : M. Marcone | Spectateurs : 25 000 Arbitrage : M. Marcone |
| 18:15 · Historique des rencontres | (Rapport)         |       |                 | Spectateurs : 25 000 Arbitrage : M. Marcone | Spectateurs : 25 000 Arbitrage : M. Marcone |

| 8 janvier 1995            | Arabie saoudite | 0 - 2 | Danemark                      | Stade International Roi Fahd, Riyad            |                                                |
| Historique des rencontres |                 |       | 43e B.Laudrup · 90e Wieghorst | Spectateurs : 10 000 Arbitrage : Lim Kee Chong | Spectateurs : 10 000 Arbitrage : Lim Kee Chong |
| Historique des rencontres | (Rapport)       |       |                               | Spectateurs : 10 000 Arbitrage : Lim Kee Chong | Spectateurs : 10 000 Arbitrage : Lim Kee Chong |

| 10 janvier 1995           | Danemark                               | 1 - 1             | Mexique                               | Stade International Roi Fahd, Riyad         |                                             |
| Historique des rencontres | Rasmussen 88e                          |                   | 72e Garcia                            | Spectateurs : 20 000 Arbitrage : M. Marcone | Spectateurs : 20 000 Arbitrage : M. Marcone |
| Historique des rencontres | (Rapport)                              |                   |                                       | Spectateurs : 20 000 Arbitrage : M. Marcone | Spectateurs : 20 000 Arbitrage : M. Marcone |
| Historique des rencontres | Schjonberg · M.Laudrup · Hogh · Rieper | Tirs au but 4 - 2 | Suárez · Bernal · Del Olmo · L.Garcia | Spectateurs : 20 000 Arbitrage : M. Marcone | Spectateurs : 20 000 Arbitrage : M. Marcone |

 À égalité parfaite au classement à la fin du match qui est aussi le dernier du groupe, le Danemark et le Mexique disputent une séance de tirs au but afin de déterminer l'équipe finaliste du tournoi.

### Groupe B
|   | Équipe    | Pts | J | G | N | P | BP | BC | Diff |
| - | --------- | --- | - | - | - | - | -- | -- | ---- |
| 1 | Argentine | 4   | 2 | 1 | 1 | 0 | 5  | 1  | +4   |
| 2 | Nigeria   | 4   | 2 | 1 | 1 | 0 | 3  | 0  | +3   |
| 3 | Japon     | 0   | 2 | 0 | 0 | 2 | 1  | 8  | -7   |

| 6 janvier 1995  | Nigeria   | 3 | 0 | Japon   |
| 8 janvier 1995  | Argentine | 5 | 1 | Japon   |
| 10 janvier 1995 | Argentine | 0 | 0 | Nigeria |

N.B : L' Argentine se classe première de la poule grâce à une meilleure différence de buts
| 6 janvier 1995            | Nigeria                                | 3 - 0 | Japon | Stade International Roi Fahd, Riyad              |                                                  |
| Historique des rencontres | Siasia 4e · Adepoju 55e · Amokachi 65e |       |       | Spectateurs : 25 000 Arbitrage : Ion Crăciunescu | Spectateurs : 25 000 Arbitrage : Ion Crăciunescu |
| Historique des rencontres | (Rapport)                              |       |       | Spectateurs : 25 000 Arbitrage : Ion Crăciunescu | Spectateurs : 25 000 Arbitrage : Ion Crăciunescu |

| 8 janvier 1995                    | Argentine                                                  | 5 - 1 | Japon     | Stade International Roi Fahd, Riyad              |                                                  |
| 20:00 · Historique des rencontres | Rambert 31e · Ortega 45e · Batistuta 47e, 86e · Chamot 54e |       | 57e Miura | Spectateurs : 10 000 Arbitrage : Rodrigo Badilla | Spectateurs : 10 000 Arbitrage : Rodrigo Badilla |
| 20:00 · Historique des rencontres | (Rapport)                                                  |       |           | Spectateurs : 10 000 Arbitrage : Rodrigo Badilla | Spectateurs : 10 000 Arbitrage : Rodrigo Badilla |

| 10 janvier 1995           | Argentine | 0 - 0 | Nigeria | Stade International Roi Fahd, Riyad          |                                              |
| Historique des rencontres |           |       |         | Spectateurs : 20 000 Arbitrage : Ali Bujsaim | Spectateurs : 20 000 Arbitrage : Ali Bujsaim |
| Historique des rencontres | (Rapport) |       |         | Spectateurs : 20 000 Arbitrage : Ali Bujsaim | Spectateurs : 20 000 Arbitrage : Ali Bujsaim |

### Match pour la3eplace
| 13 janvier 1995                   | Mexique | 1 - 1             | Nigeria | Stade International Roi Fahd, Riyad              |                                                  |
| 18:00 · Historique des rencontres | Ramirez 20e |                   | 31e Amokachi | Spectateurs : 20 000 Arbitrage : Ion Crăciunescu | Spectateurs : 20 000 Arbitrage : Ion Crăciunescu |
| 18:00 · Historique des rencontres | (Rapport) |                   | | Spectateurs : 20 000 Arbitrage : Ion Crăciunescu | Spectateurs : 20 000 Arbitrage : Ion Crăciunescu |
| 18:00 · Historique des rencontres | · Garcia Aspe · García · Galindo · Hermosillo · Suárez                                                                                       | Tirs au but 5 - 4 | · Okocha · Adepoju · Eguavoen · Amunike · Iroha ·                                                                | Spectateurs : 20 000 Arbitrage : Ion Crăciunescu | Spectateurs : 20 000 Arbitrage : Ion Crăciunescu |
| 18:00 · Historique des rencontres | Campos 79e - C.Suarez, Ambríz ( 89e Galindo), Ramírez, Bernal 83e - Hermosillo, Garcia Aspe 15e, Rodriguez, Gutierrez - García, Del Olmo 23e | Équipes           | Rufai - Eguavoen 22e, Iroha 47e, Okechukwu, Adepoju - Iorfa ( 73e Imenger 80e), Okocha, Siasia - Amunike, Okafor | Spectateurs : 20 000 Arbitrage : Ion Crăciunescu | Spectateurs : 20 000 Arbitrage : Ion Crăciunescu |

### Finale
| Titulaires : |  |
| |  |
| Mogens Krogh · Jacob Friis Hansen · Marc Rieper · Jes Hogh 75e · Michael Schjonberg · Brian Steen Nielsen · Michael Laudrup 26e · Brian Laudrup · Jacob Laursen 61e · Jesper Kristensen 41e · Peter Rasmussen · |  |
| Remplaçants : |  |
| Morten Wieghorst 26e · Jens Risager 61e · |  |
| Sélectionneur : |  |
| Richard Moller Nielsen |  |

| Titulaires : |  |
| |  |
| Carlos Bossio · Roberto Ayala · José Chamot 35e, 88e · Javier Zanetti 30e · Nestor Fabbri 60e · Marcelo Escudero · Sebastián Rambert 75e · Ruben Jimenez 65e · Christian Bassedas · Ariel Ortega · Gabriel Batistuta · |  |
| Remplaçants : |  |
| Gustavo Lopez 65e · Marcelo Espina 75e · |  |
| Sélectionneur : |  |
| Daniel Passarella |  |

| Titulaires : |  |
| |  |
| Mogens Krogh · Jacob Friis Hansen · Marc Rieper · Jes Hogh 75e · Michael Schjonberg · Brian Steen Nielsen · Michael Laudrup 26e · Brian Laudrup · Jacob Laursen 61e · Jesper Kristensen 41e · Peter Rasmussen · |  |
| Remplaçants : |  |
| Morten Wieghorst 26e · Jens Risager 61e · |  |
| Sélectionneur : |  |
| Richard Moller Nielsen |  |

| Titulaires : |  |
| |  |
| Carlos Bossio · Roberto Ayala · José Chamot 35e, 88e · Javier Zanetti 30e · Nestor Fabbri 60e · Marcelo Escudero · Sebastián Rambert 75e · Ruben Jimenez 65e · Christian Bassedas · Ariel Ortega · Gabriel Batistuta · |  |
| Remplaçants : |  |
| Gustavo Lopez 65e · Marcelo Espina 75e · |  |
| Sélectionneur : |  |
| Daniel Passarella |  |

## Composition de l'équipe du Danemark
1. Peter Kjaer
2. Jacob Friis Hansen
3. Marc Rieper
4. Jes Hogh
5. Jens Risager
6. Michael Schjonberg
7. Brian Steen Nielsen
8. Johnny Hansen
9. Mark Strudal
10. Michael Laudrup
11. Brian Laudrup
12. Jacob Laursen
13. Jesper Kristensen
14. Morten Wieghorst
15. Carsten Hemmingsen
16. Lars Høgh
17. Peter Rasmussen
18. Bo Hansen
19. Mogens Krogh

Sélectionneur : Richard Møller Nielsen

## Meilleurs buteurs
3 buts :
- Luis García

2 buts :
- Daniel Amokachi
- Gabriel Batistuta
- Peter Rasmussen

## Statistiques
- 19 buts pour 8 matchs soit 2,375 buts par match
- 165 000 spectateurs pour 8 matches : affluence moyenne de 20 625 spectateurs par match